# Cukierku, Ty łobuzie!
Cukierku, Ty łobuzie! – zbiór opowiadań dla dzieci autorstwa Waldemara Cichonia opublikowany w 2011 roku. Lektura szkolna.  
Książka zapoczątkowała liczącą 10 części serię. Jej bezpośrednia kontynuacją jest Jak się masz, Cukierku?.  

## Odbiór
Ksiażka stała się popularna wśród młodych czytelników. Dczekała się 27 wydań, zyskała status jednej z najczęściej kupowanych pozycji literatury dziecięcej w Polsce (ponad 500 tys. sprzedanych egzemplarzy – stan na 2021). W 2017 trafiła na listę lektur szkolnych Ministerstwa Edukacji Narodowej (klasy I-III); była nią dalej w okresie 2024/2025. 
W 2020 r. Alicja Ungeheuer-Gołąb omawiając w skrócie pozycje dla dzieci w lekturach szkolnych uznała ten utwór za jeden z najsłabszych tekstów z listy lektur z 2017 r.

## Treść
Książka opowiada o przygodach pręgowanego kota o imieniu Cukierek. Kot trafia do domu Marcelka i jego rodziców. Każde z opowiadań opisuje inną przygodę kotka.